# 歌海娜
歌海娜（法語：Grenache，發音：[ɡʁənaʃ] ⓘ）是世界上种植量居第二位的红葡萄品种，歌海娜曾是世界上种植面积最为广阔的葡萄品种。该葡萄品种可以用來酿造红葡萄酒、桃红葡萄酒、加强型葡萄酒等葡萄酒。它主要種植在西班牙、法國南部、撒丁岛、澳大利亞和加利福尼亞州帕索罗布尔斯、聖華金谷等地。由歌海娜酿造的葡萄酒酒精含量相对较高。